# Tufillo
Tufillo es un municipio situado en la provincia de Chieti, en Abruzos (Italia). Tiene una población estimada, a fines de mayo de 2023, de 338 habitantes.

## Demografía
| Gráfica de evolución demográfica de Tufillo entre 1861 y 2023 |
|                                                               |
| Fuente: ISTAT - Elaboración gráfica a cargo de Wikipedia      |